# Notaulacella trivittata
Notaulacella trivittata är en tvåvingeart som beskrevs av Curtis Williams Sabrosky 1996. Notaulacella trivittata ingår i släktet Notaulacella och familjen fritflugor.
Artens utbredningsområde är Panama. Inga underarter finns listade i Catalogue of Life.